# François Vittori
François Vittori, né le 9 août 1902 à Isolaccio-di-Fiumorbo (Haute-Corse) et mort le 23 décembre 1977 à Porri (Haute-Corse), est un homme politique français. Membre du Parti communiste français, il est sénateur de la Corse de 1946 à 1948.

## Biographie
Fils d'un instituteur, François Vittori milite au sein des Jeunesses socialistes en 1919, puis adhère au Parti communiste en 1920.
Après avoir passé le concours de contrôleur aux PTT en 1928, il est affecté au Maroc puis à Madagascar. Il est révolté par le sort fait aux habitants et s'engage dans le militantisme anti-colonialiste. En 1929, il contribue à organiser une manifestation à Tananarive, ce qui lui vaut des poursuites judiciaires intentées par l’administration coloniale. Le Secours rouge international missionne alors l'avocat Foissin pour lui venir en aide. Avec lui et quelques autres militants, il fonde le parti communiste de Madagascar dont les premières cartes sont dessinées à la main. Il est néanmoins condamné à une peine d'emprisonnement et révoqué des PTT.
Libéré en 1933 et expulsé de l'île, il devient commissaire politique dans les Brigades internationales engagées contre le général Franco en Espagne. De retour en Corse après juin 1940, il est chef militaire du Front national dans le canton de La Porta, organise les premiers groupes de Francs-tireurs et partisans (FTP) puis prend la tête de l'état-major des FTP. Après la libération de la Corse en septembre 1943, il fait partie du conseil de préfecture à Ajaccio, avec notamment Maurice Choury, Arthur Giovoni et Henri Maillot.     
Après la guerre, le 8 décembre 1946 il est élu conseiller de la République de la Corse. Inscrit au groupe communiste, il siège au Conseil de la République jusqu'en novembre 1948. Il est membre du Comité central du PCF de 1945 à 1950. Il continue par la suite à militer dans une section du Parti communiste du 18e arrondissement de Paris. Il préside l'Association républicaine des anciens combattants (ARAC), est vice-président puis président en 1971 de l'association des volontaires en Espagne républicaine (AVER),.
Le 27 décembre 1946, il est élu secrétaire du Conseil de la République.
Il meurt à Porri en 1977.

## Détail des fonctions et des mandats

### Mandat parlementaire
- 8 décembre 1946 - 7 novembre 1948 : conseiller de la République de la Corse

## Distinctions
- Médaille militaire[2]
- Croix de guerre 1939-1945 avec palmes[2]
- Médaille de la Résistance française[3]

## Postérité
La ville d'Antananarivo (Madagascar) a donné son nom à une rue du quartier Ampasanimalo : Lalana Vitori Françoise (sic), en hommage à son action anti-colonialiste. 
La ville de Bastia (Haute-Corse) a fait de même. 